# Swanson (Lebensmittelmarke)
Swanson ist ein früheres US-amerikanisches Unternehmen und heute eine Lebensmittelmarke, unter deren Name Fertiggerichte, Brühen und Geflügelkonserven für den nordamerikanischen Markt und Hongkong hergestellt werden.
Die frühere Swanson Company wurde in Omaha, Nebraska, gegründet, wo sie verschiedene Formen von Tiefkühlessen entwickelte und als Pionier der entsprechenden Lebensmittelsparte gilt. Das Unternehmen prägte 1953 den Begriff des "TV dinner" (ursprünglich: TV Brand Frozen Dinner), der sich inzwischen im Englischsprachigen als Sammelbegriff für Fertiggerichte durchgesetzt hat.
Das TV-Dinner-Geschäft von Swanson befindet sich derzeit im Besitz von Conagra Brands, während das Geschäft mit Dosenprodukten im Besitz der Campbell Soup Company ist.

## Geschichte
Carl A. Swanson (1879–1949) war ein schwedischer Einwanderer, der auf einer Farm in Blair, Nebraska, arbeitete, bis er nach Omaha zog. Dort arbeitete er in einem Lebensmittelgeschäft, wo er mit John O. Jerpe in Kontakt kam, der ein kleines Kommissionsunternehmen besaß, an dem Swanson 1899 als Partner beteiligt wurde.
Anfangs kaufte die Jerpe Commission Company Eier und Sahne von örtlichen Landwirten. Sie verarbeitete die Eier, stellte aus der Sahne Butter her und verkaufte diese Produkte an Großhändler, wobei sie den Landwirten eine Provision in Rechnung stellte. Mit Swanson als Partner begann das Unternehmen zu expandieren. Die Jerpe Commission Company begann mit dem Verkauf von Hähnchen, Truthahn und anderem Fleisch. Swanson kaufte das Unternehmen schließlich von Jerpe und benannte es in C.A. Swanson and Sons um, da seine Söhne Gilbert und Clarke in das Geschäft eingestiegen waren.